# 1657 Roemera
1657 Roemera eller 1967 EA är en asteroid i huvudbältet som upptäcktes den 6 mars 1961 av den Schweiziska astronomen Paul Wild vid Observatorium Zimmerwald. Den har fått sitt namn efter den amerikanska astronomen Elizabeth Roemer.
Asteroiden har en diameter på ungefär 7 kilometer och den tillhör asteroidgruppen Phocaea.